# Melléktermék- és Hulladékhasznosító Vállalat

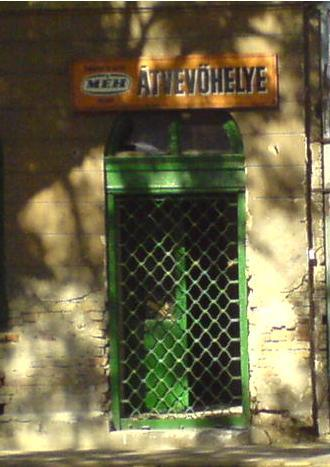
Egy rég megszűnt MÉH-átvevőhely táblája 2009-ben, Budapesten

A MÉH (Melléktermék- és Hulladékhasznosító Vállalat) kifejezés a második világháború után, 1950-ben létrejött magyar állami vállalatcsoport regionális tagjainak közös neve volt. Ezek a vállalatok hulladékátvevő telepeket működtettek, ezek voltak az úgynevezett MÉH-telepek, de köznevesülés révén a hulladékátvevő telepeket manapság is MÉH-telepnek vagy MÉH-nek nevezik.

## Története
Eredetileg a Tollkereskedelmi Vállalat melléktermék- és hulladékgyűjtő főosztályaként működött 1950-ig, ebben az évben hozták létre a hulladékgyűjtéssel foglalkozó önálló MÉH-et. 1966-tól tíz tagvállalattal működött a MÉH Nyersanyag-hasznosító Tröszt, valójában tehát nem egy, hanem több MÉH vállalat is létezett. Az ország különböző nagyobb régióihoz igazítva hozták létre ezeket a tagvállalatokat (pl. Közép-Magyarországi MÉH Vállalat, Budapesti Melléktermék és Hulladékgyűjtő Vállalat). A nyolcvanas évek közepére hatra csökkent a tagvállalatok száma, melyek közel 200 telephelyén 6000 ember dolgozott. A rendszerváltás idején kezdtek foglalkozni a privatizáció gondolatával az állami vagyon fölött akkoriban rendelkező Állami Vagyonügynökségen (ÁVÜ). 1993-ig nem történt meg a MÉH privatizációja, ám már megjelentek a magán-hulladékgyűjtők, így a MÉH részesedése a hulladékpiac 40 százalékára zsugorodott és gazdálkodása veszteségessé vált. Végül 1993-ban privatizálták a vállalatcsoportot, melynek egyes cégei különböző vállalkozások kezébe kerültek. A vállalat privatizálását követően számos hulladékátvevő hely megszűnt.

## Feladata
A MÉH évtizedeken keresztül foglalkozott a papír-, a fém- és egyéb hulladékok begyűjtésével. Igen alacsony felvásárlási árakat kínált, ezért különféle agitációs fogásokkal kellett az emberek begyűjtési készségét serkenteni. Az 1950-es évek egyik jellegzetes versikéje volt:
„Gyűjtsd a vasat és a fémet,
ezzel is a békét véded!”
Az 1960-as és 1970-es években az általános iskolák évente papírgyűjtő versenyt rendeztek, ahol az iskolai osztályok vetélkedtek. Ezt a hagyományt napjainkban is sok iskola ápolja.

### MÉH-telepek Budapesten a szocializmus idején
- III. ker. Vörösvári út 123. – vas-, fém-, papír-, textilhulladék átvevése
- IV. ker. Megyeri út 15. – vas-, fém-, papír-, textilhulladék átvevése
- VIII. ker. Karácsony Sándor u. 8. – fém-, papír-, textilhulladék átvevése
- IX. ker. Soroksári út 55. – vas-, fém-, papír-, textilhulladék átvevése
- XIII. ker. Béke út 13. – papír- és textilhulladék átvevése
- XV. ker. Mezőhegyes út 73–75. – vas-, fém-, papír-, textilhulladék átvevése
- XIX. ker. Nagykőrösi út 158/b. – vas-, fém-, papír-, textilhulladék átvevése
- XXI. ker. Rákóczi Ferenc u. 183. – vas- és fémhulladék átvevése